# Oscar Lundberg (ingenjör)

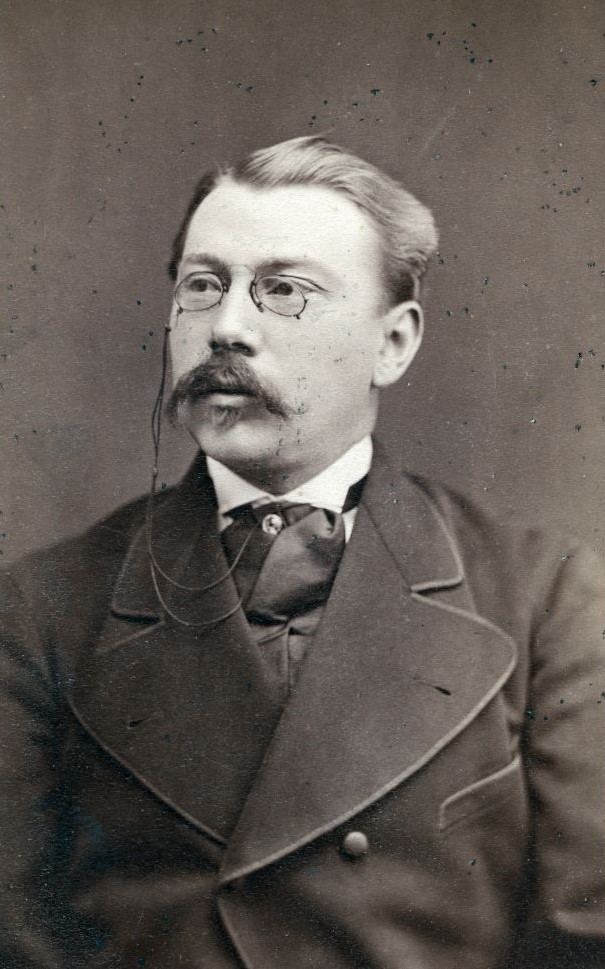
Oscar Lundberg.

Nils Gustaf Oscar Lundberg, född 10 november 1841 i Lund, död 12 februari 1917 i Malmö, var en svensk järnvägsingenjör.
Lundberg studerade vid Tekniska elementarskolan i Malmö 1860–1863, vid Teknologiska institutet i Stockholm 1863–1866 och vid Alnarps lantbruksinstitut 1870–1871. Han var elev vid mekanisk verkstad i Lund 1861, vid Karlbergskanalens utvidgning 1864, vid Sammanbindningsbanan genom Stockholm 1865 och vid Stockholms vattenlednings utvidgning 1866, arbetsingenjör vid utfyllningsarbetena i Nybroviken 1866–1867, elev hos första lantmätaren i Malmöhus län 1867–1869, ingenjör vid Helsingborg–Hässleholms järnvägsbyggnad 1871–1873 och baningenjör vid Statens järnvägstrafik 1874–1906. Han var lärare i geodesi vid Malmö tekniska skola 1878–1889, i geodesi, avvägning, vattenavledning och ritning samt i ångmaskinlära vid Alnarps lantbruksinstitut 1887–1903, i ångmaskinlära vid Mejeriinstitutet i Alnarp 1893–1903 och extra lärare i vattenavledning, geodesi och kartritning vid Lantbruks- och mejeriinstitutet vid Alnarp 1903–1909. Han var stiftare av firman Ingeniör- och Arkitektbyrån i Malmö 1878, och av Skånska Ingenjörsklubben 1887 och ledamot av Malmö stads byggnadsnämnd från 1879. Han utgav läroböcker och arbeten inom det tekniska området samt uttog flera patent.